# Limenitis fylgia
Limenitis fylgia är en fjärilsart som beskrevs av Hans Fruhstorfer 1913. Limenitis fylgia ingår i släktet Limenitis och familjen praktfjärilar. Inga underarter finns listade i Catalogue of Life.